# 7e Infanteriedivisie (Canada)

Insigne van het Canadese 7e Infanteriedivisie

De Canadese 7e Infanteriedivisie (Engels: 7th Infantery Division) was een Canadese Infanteriedivisie tijdens de Tweede Wereldoorlog. De divisie werd in 1942 opgericht en deed dienst tot het einde van de oorlog in 1945.
De divisie stond tijdens haar gehele bestaan onder leiding van majoor-generaal Leclerc.